# Castillo de La Suda de Lérida

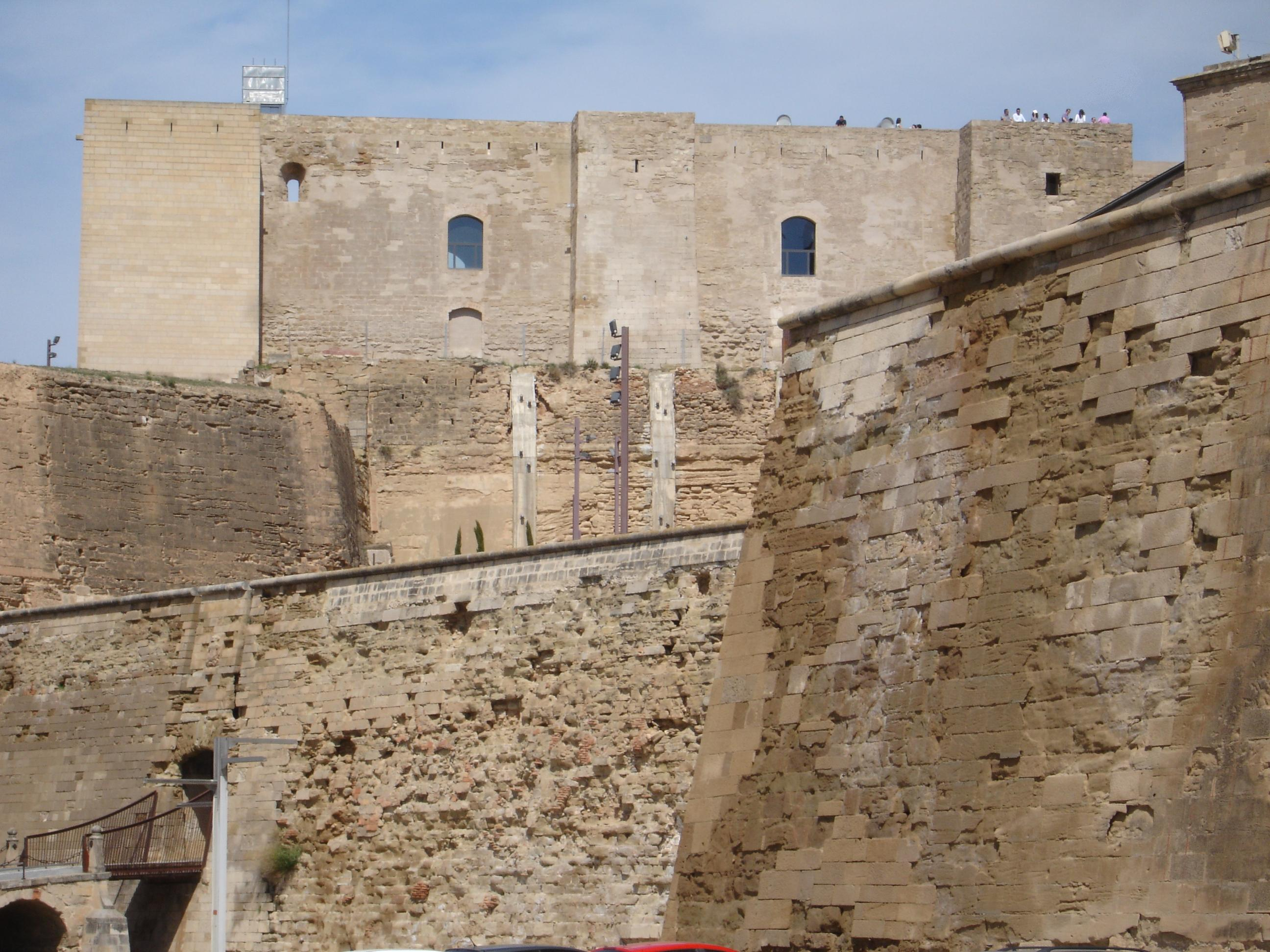
La Suda en la actualidad.

El Castillo de la Suda o Castell del Rei era la as-sudda o alcazaba de la ciudad de Lérida, de origen andalusí. Los restos de la Suda, actualmente rehabilitados, están situados en la colina de La Seu Vella, detrás de la antigua catedral de Lérida. Su existencia está documentada desde el año 882, época en que Lérida (Medina Larida) estaba ocupada por los sarracenos. La construyeron allí porque desde ese emplazamiento se dominaba un amplio territorio, que abarca desde los macizos pirenaicos de Monte Perdido y Cotiella hasta las montañas de Prades y el Montsant, incluyendo todo el llano de Lérida, y era un excelente lugar de defensa. Entre los años 1031 y 1036 sirvió de refugio al destronado Hisham III, último califa de Córdoba.
A partir de la conquista cristiana, el castillo de la Suda fue sede de algunos hechos históricos destacables. En 1150, se celebró allí el enlace matrimonial entre el conde de Barcelona y príncipe de los aragoneses Ramón Berenguer IV y Petronila de Aragón, hija del rey Ramiro de Aragón, enlace que confirmó la unión del reino de Aragón con el Casal de Barcelona y el nacimiento de la Corona de Aragón. En 1214, en este castillo, los nobles catalanes y aragoneses juraron fidelidad al infante Jaime, que se convertiría en el rey Jaime I "el Conquistador". En el momento de máximo esplendor, el castillo de la Suda llegó a ser la residencia leridana de los condes de Barcelona.
Tenía planta rectangular con las distintas dependencias alrededor de un patio central, en el lado norte un mirador porticado, y en el lado este la capilla real. El rey Jaime I mandó sustituir los artesonados de madera por bóvedas de crucería. Únicamente se conserva el sector meridional, el más cercano a La Seu Vella. Muestra una fachada articulada por tres torres (originalmente cinco) con aspilleras y aperturas.
A partir de la Guerra de Sucesión (1707) toda la colina, asiento de la primitiva ciudad de Lérida y que ya había adquirido un fuerte carácter castrense durante la "Guerra de los Segadors", se convirtió en fortín militar por orden de Felipe V. La Suda se destinó a polvorín. La voladura del año 1812, durante la Guerra de la Independencia, destruyó la capilla real y la galería porticada del lado norte. Una segunda explosión durante la Guerra Civil de 1936 arruinó la fachada oeste, donde se hallaba la puerta principal de acceso al castillo. En la actualidad se conserva una quinta parte de lo que fue el castillo, básicamente ruinas, el pozo central y la galería meridional o sala noble, de una nave con ojivas góticas, que fueron desmontadas a comienzos del s. XX, habiendo actualmente un nuevo artesonado de madera. Esta nave meridional o sala noble ha sido recientemente consolidada y rehabilitada, y en ella se instalará un centro de interpretación del "Turó de la Seu Vella" que se abrirá al público a mediados de 2010.